# Хункос (Порторико)
Хункос (шп. Juncos) је општина у америчкој острвској територији Порторико, острвској држави Кариба.

## Демографија
По попису из 2010. године број становника је 40.290, што је 3.838 (10,5%) становника више него 2000. године.
| Група             | 2000.          | 2010.          |
| Белци             | 159 (0,4%)     | 201 (0,5%)     |
| Афроамериканци    | 2.654 (7,3%)   | 5.504 (13,7%)  |
| Азијати           | 29 (0,1%)      | 29 (0,1%)      |
| Хиспаноамериканци | 36.253 (99,5%) | 40.003 (99,3%) |
| Укупно            | 36.452         | 40.290         |